# Världsarvskommitténs 1:a möte
Världsarvskommitténs 1:a möte ägde rum mellan 27 juni och 1 juli 1977 i Paris, Frankrike.

## Deltagare
Representanter från världsarvskommitténs 14 länder deltog i mötet 1977:
- Australien (1976-1983) : Derek John Mulvaney och Barbara Barry de Longchamp
- Ecuador (1976-1983) : Rodrigo Pallares
- Egypten (1976-1983) : Shehata Adam
- Frankrike (1976-1978) : Jean Salusse och Michel Parent
- Ghana (1976-1980) : Richard Nunoo och  Boniface Atepor
- Irak (1976-1983) : Fuad Safar och T. Adil Naji
- Iran (1976-1980) : Firouz Bagherzadeh, Cyrus Eilian,  Féreydoun Ardalan, Mohsene Foroughi och Tschanguiz Pahlavan
- Jugoslavien : Milan Prelog
- Kanada (1976-1978) : Peter H. Bennett, Thomas E. Lee, Richard Apted och Bernard Ouimet samt Maria Raletich-Rajicic (observatör)
- Nigeria (1976-1980) : Ekpo O. Eyo och F. O. Iheme
- Polen (1976-1978) : Krzysztof Pawlowski
- Senegal  (1976-1978) : Amadou Lamine Sy och Doudou Diene
- Tunisien (1976-1983) : Abdelaziz Daoulatli
- Tyskland (1976-1978) : Georg Moersch och Hermann Gründel
- USA (1976-1980) : David F. Hales, Robert R. Garvey Jr., Robert C. Milne och Constantine Warvariv

På mötet deltog också observatörer från två av Unescos medlemsländer::
- Marocko : Driss Amor
- Norge : John Björnebye

## Världsarvslistan
Vid detta, Världsarvskommitténs första möte, sattes inget objekt upp på listan då mötet främst syftade till att fastställa regler för utskottet och förvaltningen av den framtida världsarvslistan. De första världsarven sattes upp på listan på Världsarvskommitténs 2:a möte 1978.